# Akácius a Hirenarchus
Svatí Akácius a Hirenarchus byli mučedníci. Akácius byl knězem a Hirenarchus pohanem který konvertoval ke křesťanství. Za pronásledování křesťanů císařem Diocletianem byli oba a ještě se sedmi křesťankami, jejich jména nejsou známá zabiti za svou víru. Zemřeli asi roku 305 v Sebaste.
Jejich svátek se slaví 27. listopadu.